# Kogel
Kogel ist eine Gemeinde im Landkreis Ludwigslust-Parchim in Mecklenburg-Vorpommern (Deutschland). Die Gemeinde wird vom Amt Zarrentin mit Sitz in der Stadt Zarrentin am Schaalsee verwaltet. Zu ihr gehören die Ortsteile Kogel, Fliegenhof, Holzkrug und Vietow, die bis Ende 1972 selbständigen Gemeinden Kölzin, Krohnshof und Pamprin sowie die Siedlung Schaalmühle.

## Geografie
Kogel liegt etwa 6,5 Kilometer südöstlich von Zarrentin am Schaalsee und des Biosphärenreservats Schaalsee. Die Bundesautobahn 24 quert das Gemeindegebiet und ist über die Anschlussstelle Zarrentin befahrbar. Die Schaale fließt in südlicher Richtung zur Sude.
Umgeben wird Kogel von den Nachbargemeinden Zarrentin am Schaalsee im Norden, Wittenburg im Osten, Vellahn im Süden, Gallin im Westen sowie Lüttow-Valluhn im Nordwesten.

## Geschichte
Kogel wird 1230 unter seinem damaligen Namen Cowale erstmals urkundlich im Ratzeburger Zehntregister erwähnt. Der Ort gehörte der Parochie Camin im Lande Wittenburg an. Eine Lebensgrundlage der Bewohner war der Fluss Schaale, der im 16. Jahrhundert schiffbar gemacht wurde. Bis heute ist der Ort land- und forstwirtschaftlich geprägt.
Die erste urkundliche Erwähnung des Ortsteils Kölzin findet sich im Isfriedschen Teilungsvertrag aus dem Jahr 1194. Unter dem damaligen Namen Culsin war es Stiftsgut des Domkapitels Ratzeburg und gehörte seit 1230 zur Parochie Zarrentin. Im 15. Jahrhundert existierte in dem Ort eine Walkmühle, die der Bearbeitung von Tuchen diente. Diese wurde jedoch mit der Schiffbarmachung der Schaale zu einem Zollhaus umgebaut.
Der Ortsteil Pamprin taucht unter dem Namen Pampurine erstmals 1230 schriftlich im Ratzeburger Zehntregister auf.
In Kogel war mehrere Generationen ein Lehngut der Familie von Flotow. Es gehörte der Familie von Flotow auf Stuer und bildete dann eine eigene genealogische Familienlinie heraus. Gut Kogel war Hauptsitz für mehrere Nebengüter. Bekannte Vertreter des Adelsgeschlecht waren August von Flotow (1811–1874) und seine Ehefrau Karoline, geb. von Medem, dann ihr Sohn, der mecklenburgische Landrat Georg von Flotow (1837–1901) und wiederum dessen Sohn August von Flotow (1867–1932), verheiratet mit Elisabeth von Heister, Tochter eines Obersts. Letzter Gutsherr war Joachim von Flotow. Seine Schwester Barbara heiratete in Kogel 1919 den Generalmajor Hanshenning von Holtzendorff. Das Gut der Familie von Flotow hatte etwa einen Umfang von 842 ha, des Weiteren Nebenbesitz der Satower Hütte und deren Forsten mit 1.448 ha. Die Leitung hatte ein Güterdirektor inne.
Im Ort gab es Ende der 1920er Jahre weitere landwirtschaftliche Betriebe, so die Fronerei von Aug. Müller mit 24 ha, den Hof Bruchmühle des Ernst Großmann, die Höfe der Witwe Kähler und L. Voß.

## Politik

### Gemeindevertretung und Bürgermeister
Der Gemeinderat besteht (inkl. Bürgermeister) aus 8 Mitgliedern. Die Wahl zum Gemeinderat am 26. Mai 2019 hatte folgende Ergebnisse:
| Partei/Bewerber                | Prozent | Sitze |
| ------------------------------ | ------- | ----- |
| Einzelbewerber Werner          | 14,63   | 1     |
| Einzelbewerberin Krottenthaler | 10,88   | 1     |
| Einzelbewerber M. Germer       | 10,60   | 1     |
| Einzelbewerber Bült            | 9,69    | 1     |
| Einzelbewerber Jakobs          | 9,69    | 1     |
| Einzelbewerber Voß             | 9,41    | 1     |
| Einzelbewerber Greve           | 9,05    | 1     |
| Einzelbewerber Frömter         | 8,14    | 1     |

Bürgermeister der Gemeinde ist Henning Werner, er wurde mit 65,40 % der Stimmen gewählt.

### Dienstsiegel
Die Gemeinde verfügt über kein amtlich genehmigtes Hoheitszeichen, weder Wappen noch Flagge. Als Dienstsiegel wird das kleine Landessiegel mit dem Wappenbild des Landesteils Mecklenburg geführt. Es zeigt einen hersehenden Stierkopf mit abgerissenem Halsfell und Krone und der Umschrift GEMEINDE KOGEL.

## Sehenswürdigkeiten

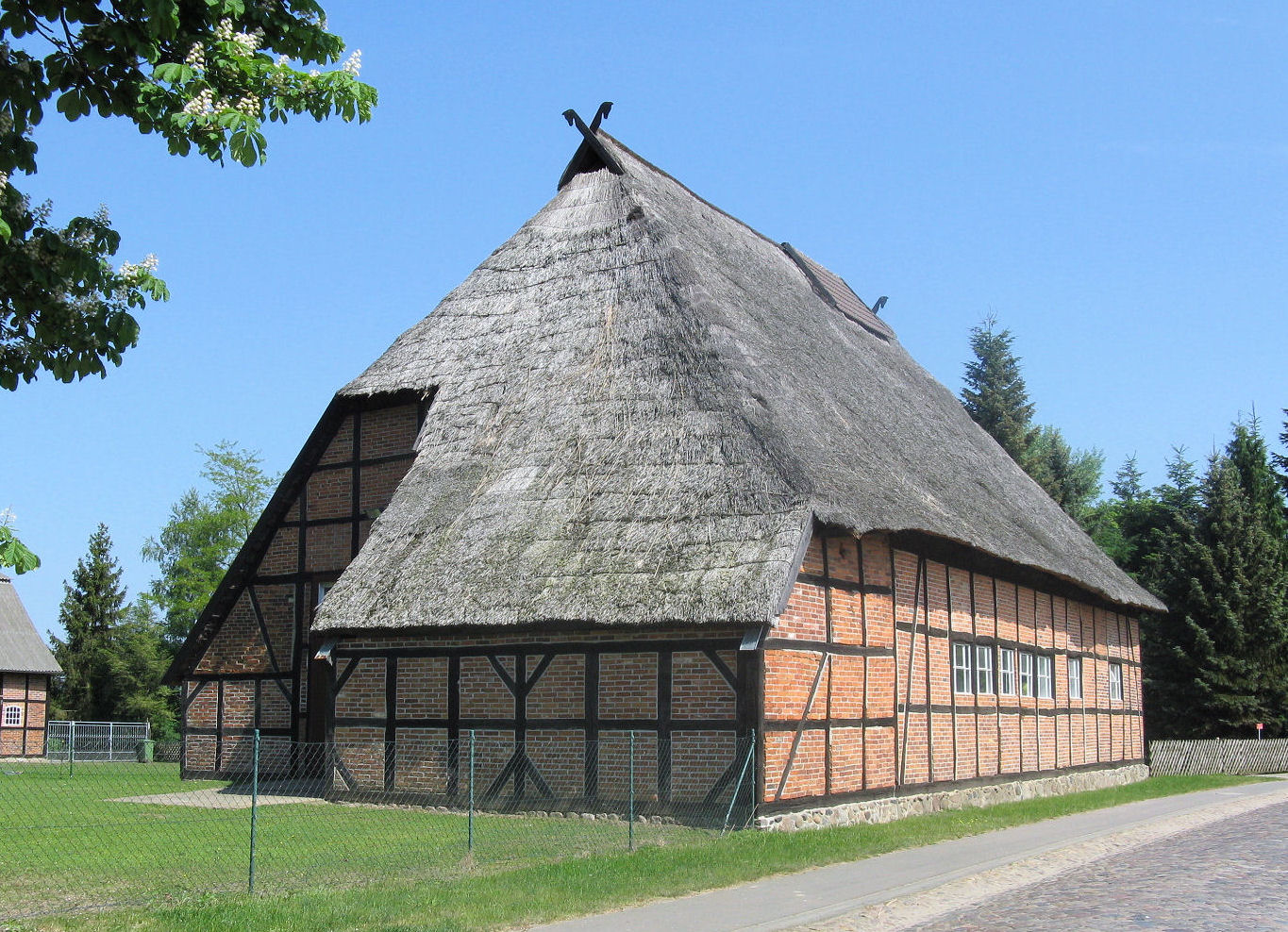
Denkmalgeschützte Fachwerkscheune in Kogel

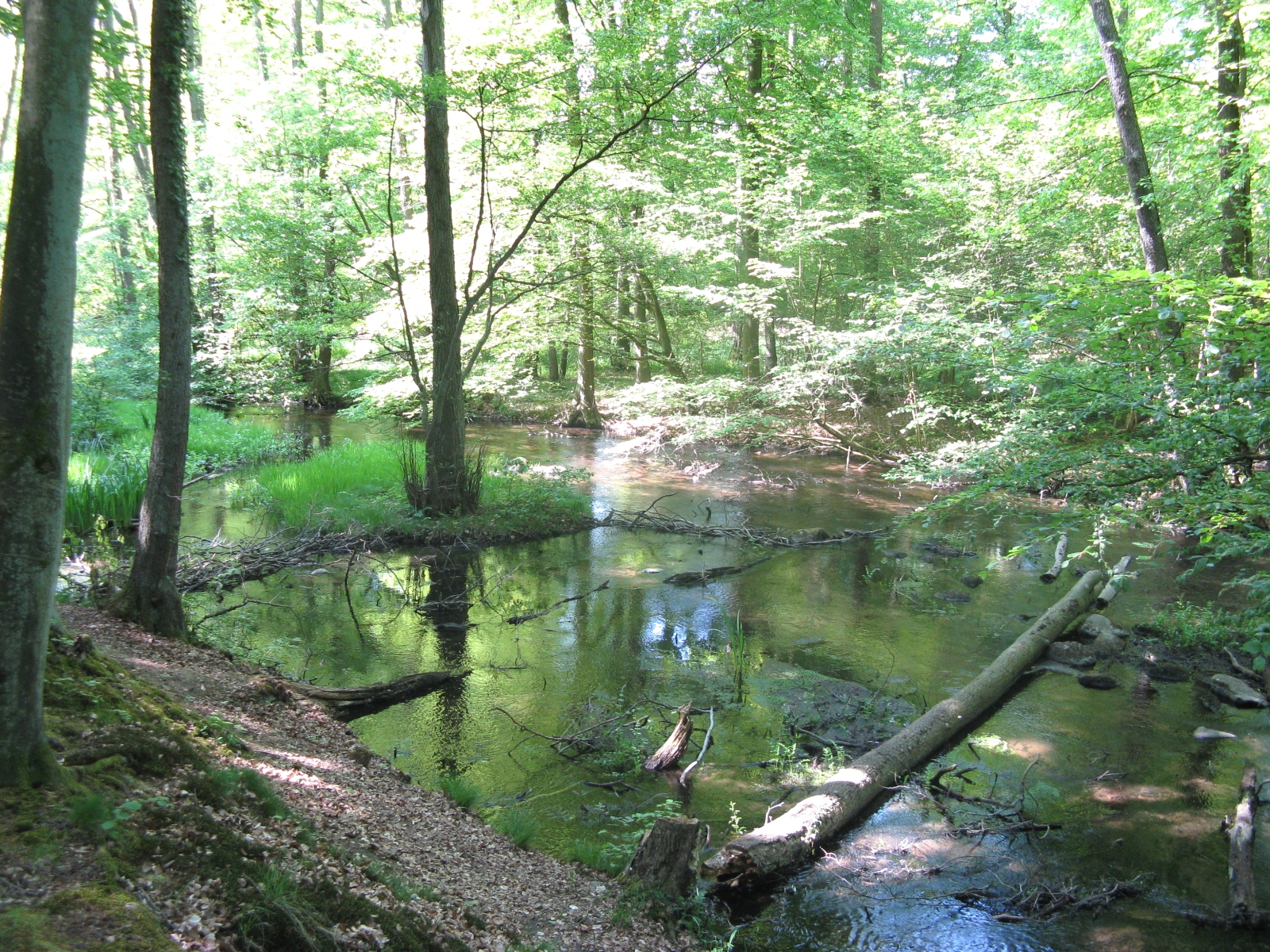
Schaale bei Kogel

## Persönlichkeiten
- Karl Löwith (1897–1973), arbeitete 1923 als Hauslehrer beim Gutsherrn August von Flotow in Kogel
- Jörn-Ulrich Bachmann (1925–1989), Oberkreisdirektor im Landkreis Soltau, geboren auf Gut Kronshof